# True Confessions (film)
True Confessions is een film uit 1981 van regisseur Ulu Grosbard. De hoofdrollen worden vertolkt door Robert De Niro en Robert Duvall. De film bevat duidelijke verwijzingen naar de Elizabeth Short-moordzaak uit 1947. Robert Duvall won op het filmfestival van Venetië een prijs voor zijn rol. De film is gebaseerd op de gelijknamige roman van John Gregory Dunne.

## Inhoud
Desmond Des Spellacy en Thomas Tom Spellacy zijn twee broers. Des is een priester en werkt voor Kardinaal Danaher. Hij is rustig en gaat bedachtzaam te werk. Zijn broer Tom is een opvliegende agent, die niet vies is van een beetje corruptie zolang de juiste mensen gestraft worden voor hun misdaden. Tom wordt op een dag met een opmerkelijke moord geconfronteerd. In Hollywood vindt de politie het lijk van Lois Fazenda terug. Het lichaam werd in tweeën gesneden en nergens werden er bloedsporen teruggevonden.
Tom ontdekt al gauw dat Fazenda in enkele goedkope pornofilms meespeelde en dat ze een paar malafide vrienden had. Hij stoot op een link tussen Fazenda en de rijke Jack Amsterdam, een pooier en gangster die probeert zijn naam en reputatie zuiver te houden via de Kerk. Via Des bezorgt hij de Kardinaal geld om scholen te bouwen en wordt hij in ruil uitgeroepen tot Parochiaan van het Jaar. Tom kan Jack niet uitstaan en doet er alles aan om hem achter de tralies te krijgen. Ondertussen probeert Des het juiste te doen, zonder te moeten kiezen tussen de geldschieter van de Kerk en zijn eigen broer. Wanneer dan blijkt dat ook Des de vermoorde Fazenda kende, wordt de last op diens schouders alleen maar groter.

## Rolverdeling
| Acteur           | Personage                   |
| ---------------- | --------------------------- |
| Robert De Niro   | Mgr. Desmond "Des" Spellacy |
| Robert Duvall    | Detective Tom Spellacy      |
| Charles Durning  | Jack Amsterdam              |
| Cyril Cusack     | De kardinaal                |
| Burgess Meredith | Mgr. Fargo                  |
| Kenneth McMillan | Detective Frank Crotty      |
| Ed Flanders      | Dan Campion                 |
| Dan Hedaya       | Howard Terkel               |
| Rose Gregorio    | Brenda                      |
| Jeanette Nolan   | Mrs. Spellacy               |

## Productie

### Ontwikkeling
In 1977 werd de roman True Confessions van auteur John Gregory Dunne uitgebracht. De rechten op het boek over religie en moord in Los Angeles werden begin 1978 verkocht aan producenten Robert Chartoff en Irwin Winkler. Aanvankelijk wilde Dunne het scenario niet zelf schrijven: "Als je al drie jaar aan een project gewerkt hebt, wil je niet nog een jaar schrijven aan het scenario. Dat vertelde ik aan Chartoff-Winkler en ze gingen akkoord." Desondanks zou Dunne, samen met zijn echtgenote Joan Didion, nadien ingeschakeld worden om het scenario te schrijven.
Regisseur Ulu Grosbard, die het boek van Dunne gelezen had, hoopte het project te mogen verfilmen.  Niet het misdaadaspect, maar wel het broederconflict  dat in het verhaal centraal stond sprak hem aan. Via de producenten kreeg Grosbard het script van Dunne en Didion in handen. Tot zijn verbazing maakten heel wat elementen uit het boek die hij zelf belangrijk vond geen deel uit van het het scenario. Grosbard sprak nadien af met Dunne en Didion, waarna er nog verschillende versies van het script geschreven werden.

### Casting
Robert Duvall werd in 1978 gecast als politiedetective Tom Spellacy. De acteur was de eerste keuze van regisseur Grosbard, die ook hoopte om Robert De Niro te casten als monseigneur Desmond Spellacy. Uit vrees dat De Niro niet in het scenario geïnteresseerd zou zijn, overwoog de regisseur om Gene Hackman te casten, maar die weigerde de rol. Tijdens zijn voorbereiding op de opnames van Raging Bull (1980), dat eveneens een productie van Chartoff en Winkler was, las De Niro het script en besloot hij om aan het project mee te werken.
De Niro kwam zo'n 27 kg aan voor zijn rol in Raging Bull. Na de opnames begon hij te vermageren. Toen hij nog enkele kilo's van zijn normale gewicht verwijderd was, begon hij al aan de opnames van True Confessions omdat hij vond dat zijn personage er dan glad en weldoorvoed zou uitzien. De Niro baseerde zich voor zijn rol op monseigneur Benjamin Hawkes, die van de jaren 1950 tot 1980 een belangrijke rol speelde binnen het aartsbisdom van Los Angeles.
Duvall bereidde zich op zijn rol als politiedetective voor door mee op pad te gaan met echte moordrechercheurs uit Los Angeles. De acteur was betrokken bij een surveillance-opdracht, was getuige van een test met een leugendetector en bezocht de plaats delict van een echte moord.
De echtgenote van Grosbard, Rose Gregorio, werd gecast als het nevenpersonage Brenda. De twee hadden eerder al samengewerkt aan Who Is Harry Kellerman and Why Is He Saying Those Terrible Things About Me? (1971).

### Opnames
De opnames gingen op 28 januari 1980 van start. Er werd in Los Angeles County gefilmd aan onder meer Echo Park, Union Station en Alverno High School.
De vechtscène tijdens het banket werd niet gerepeteerd. De aanwezige figuranten werden niet op de hoogte gebracht, enkel hoofdrolspelers Duvall, De Niro en Charles Durning hadden ongeveer een idee hoe de scène zou verlopen. Grosbard, die met vier camera's tegelijk filmde om alles te kunnen opnemen, hoopte dat de scène zo realistischer en spontaner zou overkomen.

### Release
Oorspronkelijk zou de film eind 1980 uitgebracht worden, maar omdat Raging Bull datzelfde jaar uitkwam, werd besloten om de release naar 1981 te verschuiven.

## Trivia
- Oorspronkelijk zou de filmmuziek gecomponeerd worden door Bill Conti. Maar hij koos er uiteindelijk voor om de filmmuziek van de James Bondfilm For Your Eyes Only te verzorgen.
- Robert De Niro werkte in 1984 samen met regisseur Ulu Grosbard aan de film Falling in Love.